# 汉斯·霍瓦尔特
汉斯·霍瓦尔特（德語：Hans Howaldt，1888年11月12日—1970年9月6日），生于基尔，德国前男子帆船运动员。他曾代表德国参加1936年夏季奥林匹克运动会帆船比赛，获得一枚铜牌。